# 平林晃
平林 晃（ひらばやし あきら、1971年〈昭和46年〉2月2日 - ）は、日本の政治家、情報工学者。公明党所属の衆議院議員（2期）。学位は博士（工学）（東京工業大学）。
山口大学工学部助教授、スイス連邦工科大学ローザンヌ校招聘教授、インペリアル・カレッジ・ロンドン客員准教授、立命館大学情報理工学部副学部長・教授を歴任した。専門は信号処理。

## 来歴
1989年、愛知県立旭丘高等学校卒業。1993年、東京工業大学（のちの東京科学大学）工学部情報工学科卒業。1995年、同大学大学院情報理工学研究科計算工学専攻修士課程修了、同助手に着任。1999年、博士（工学）号を取得。小川英光研究室の出身である。
2000年、山口大学工学部講師に就任。2002年、同助教授に就任。2004年、スイス連邦工科大学ローザンヌ校招聘教授に就任。2005年、IEEE広島支部理事に就任。2006年、山口大学大学院医学系研究科助教授に就任。2007年、同准教授に就任。2009年、インペリアル・カレッジ・ロンドン客員准教授、電子情報通信学会信号処理研究専門委員会委員に就任。
2013年、立命館大学情報理工学部情報理工学科教授、立命館大学大学院情報理工学研究科教授に就任。2015年、立命館大学情報理工学部メディア情報学科長に就任。2017年、立命館大学情報理工学部副学部長（大連理工大学・立命館大学国際情報ソフトウェア学部担当）に就任。専門は信号処理で、メディアセンシング研究室を主宰した。
2021年、立命館大学を退職。公明党組織局次長、公明党デジタル社会推進本部事務局次長、公明党中国方面本部副幹事長を務め、第49回衆議院議員総選挙で公明党から比例中国ブロックに出馬して初当選。
2024年の第50回衆議院議員総選挙で再選。

## 政策・主張
デジタル技術による新型コロナウイルス対策、防災推進。

## 人物
高校時代は体操部主将を務めた。愛読書は司馬遼太郎の『竜馬がゆく』。好きなミュージシャンはサザンオールスターズやMr.Children。得意科目は理科と数学。苦手科目は英語と歴史。
学者としての専門は信号処理。「狭帯域白色光干渉による高速表面形状測定装置の開発－帯域通過型標本化定理の応用－」で2001年度計測自動制御学会学会賞（技術賞）受賞。「表面形状測定方法及びその装置」で2003年度手島精一記念研究賞（発明賞）受賞。

## 選挙歴
| 当落 | 選挙                   | 執行日         | 選挙区           | 政党   | 得票数 | 得票率 | 定数 | 得票順位 /候補者数 | 政党内比例順位 /政党当選者数 |
| ---- | ---------------------- | -------------- | ---------------- | ------ | ------ | ------ | ---- | ------------------ | ---------------------------- |
| 当   | 第49回衆議院議員総選挙 | 2021年10月31日 | 比例中国ブロック | 公明党 | ーー票 | ーー   | 11   | /                  | 1/2                          |
| 当   | 第50回衆議院議員総選挙 | 2024年10月27日 | 比例中国ブロック | 公明党 | ーー票 | ーー   | 10   | /                  | 1/1                          |

## 著書
- 「3章 信号の標本化」,『電子情報通信学会知識ベース』（原島博編）電子情報通信学会 2011年
- "Sampling and recovery of continuously-defined sparse signals and its applications","Subspace Methods for Pattern Recognition in Intelligent Environment"（共著）シュプリンガー・サイエンス・アンド・ビジネス・メディア 2013年